# Josef Kavalier
Josef Kavalier, původním příjmením Kavalír (7. března 1831 Ostředek – 22. července 1903 Sázava) byl český sklář, majitel skláren Kavalier v Sázavě.

## Život

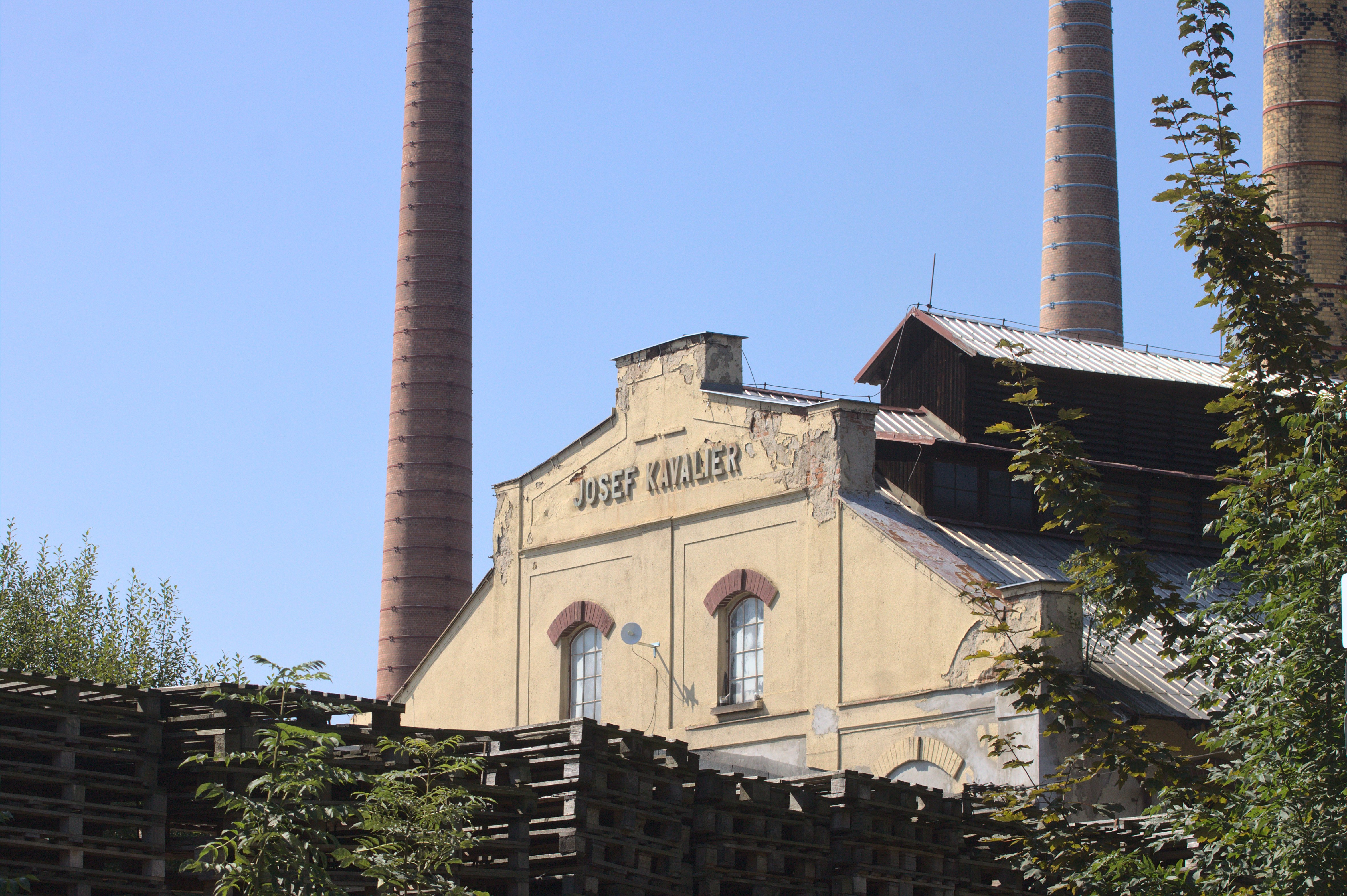
Sklárna Josef Kavalier

Josef Kavalír se narodil v březnu 1831 v ostředecké huti. Tu měl na výrobu laboratorního a technického skla pronajatou jeho otec, pozdější zakladatel sázavských skláren František Kavalír (1796–1853), který zde žil se svou manželkou Antonií. 
Když František Kavalír v roce 1953 zemřel, 22letý Josef po něm převzal vedení sklárny. Spolupracoval i s bratry Antonínem a Františkem a sklárna během několika let získala světové jméno. V roce 1855 se zúčastnila mezinárodní výstavy průmyslu a užitého umění v Paříži. Dosáhla zde nečekaného úspěchu – za soubor exponátů laboratorního skla získala ocenění 2. stupně, potvrzené diplomem s podpisem císaře Napoleona III. Zřejmě následujícího roku vydala sklárna svůj první katalog výrobků, v němž nabízela 30 typů sériově vyráběných laboratorních výrobků, a to ve 250 velikostech a provedeních. Z obchodních důvodů si pak Josef změnil příjmení a název firmy na Kavalier.

### Rodina
Josefovi rodiče měli celkem 12 dětí, v Ostředku se narodili také Eduard (1833–1909) a Karel (1835–1897). Eduard založil v roce 1867 vlastní sklárnu v Bezvěrově na Karlovarsku, kterou nazval „Nová Sázava“. Karel vystudoval medicínu, od roku 1866 byl primářem nemocnice v Příbrami. Později se stal vrchním okresním lékařem v Písku.
Josef měl se svou manželkou Karolinou, rozenou Pivničkovou, šest dětí. Jeho prvorozená dcera Pavla se provdala za Jana Erdmanna Kropfa; měli spolu dceru Pavlu, provdanou Fořtovou-Šámalovou, která se stala malířkou. Manželem druhé dcery Marie Anny se stal právník Vladimír Srb, který byl v letech 1900–1906 starostou Prahy. Další dcera Růžena zemřela krátce po porodu prvního dítěte ve 26 letech.
Nejstarší syn se jmenoval Vladimír, poté následovala dvojčata Eduard a Josef, který však zemřel měsíc po narození.

## Spor o dědictví
Josefovým pokračovatelem a dědicem skláren se měl podle původní závěti stát jeho nejstarší syn Vladimír (1861–1919), který otci v provozu skláren téměř 20 let pomáhal. Otci se však nelíbilo, že se Vladimír v roce 1899 oženil s dcerou majitele sázavského zámku Evženií Schwarzovou. Její rodina měla totiž ráda nákladný společenský život v Praze a začaly se jí vršit dluhy.
Josef proto závěť několikrát změnil. Její podoba zničila rodinné vztahy na více než 30 let. Vladimír se místo budoucího majitele stal v podniku pouze správcem. Novým vlastníkem se měl stát až vnuk Josefa, Vladimír Josef, ovšem s podmínkou, že bude v době otcovy smrti plnoletý. Jinak podnik přejde do majetku Josefovy dcery Marie Srbové. Vladimír závěť soudně napadl. Spor se vlekl skoro 10 let a Vladimír ho prohrál.
Podmínka, která se týkala plnoletosti jeho syna, se naplnila. Vladimír totiž zemřel již v 58 letech, v roce 1919, kdy jeho synovi do dospělosti šest let chybělo. V tu chvíli si tak sklárny začali nárokovat tři synové Marie. Ve 20. letech 20. století se obě rodiny soudily ve velmi nákladném sporu, kvůli němuž se obě zadlužily.
Správu nad sklárnami nakonec převzala Legiobanka, která byla jejich věřitelem. Roku 1939 banka podnik prodala velkopodnikateli Martinkovi.